# Unión Ferroviaria (Uruguay)
Die Unión Ferroviaria (UF) ist eine uruguayische Gewerkschaft für Eisenbahner.
Die UF wurde am 1. Dezember 1941 gegründet. Zu dem Zeitpunkt waren die meisten Bahngesellschaften noch im englischen Eigentum. Nach einer Verstaatlichung wurde 1952 die Staatsbahn AFE gegründet. Ende 1986 wurde als Ergebnis eines Arbeitskampfes die Verkürzung des Arbeitstages in den AFE-Werkstätten ohne Lohnkürzung erreicht.
Die UF ist Mitglied im Gewerkschaftsbund PIT-CNT und im Koordinierungsausschuss M.S.C.E. Präsident der UF ist Washington Sanchez.

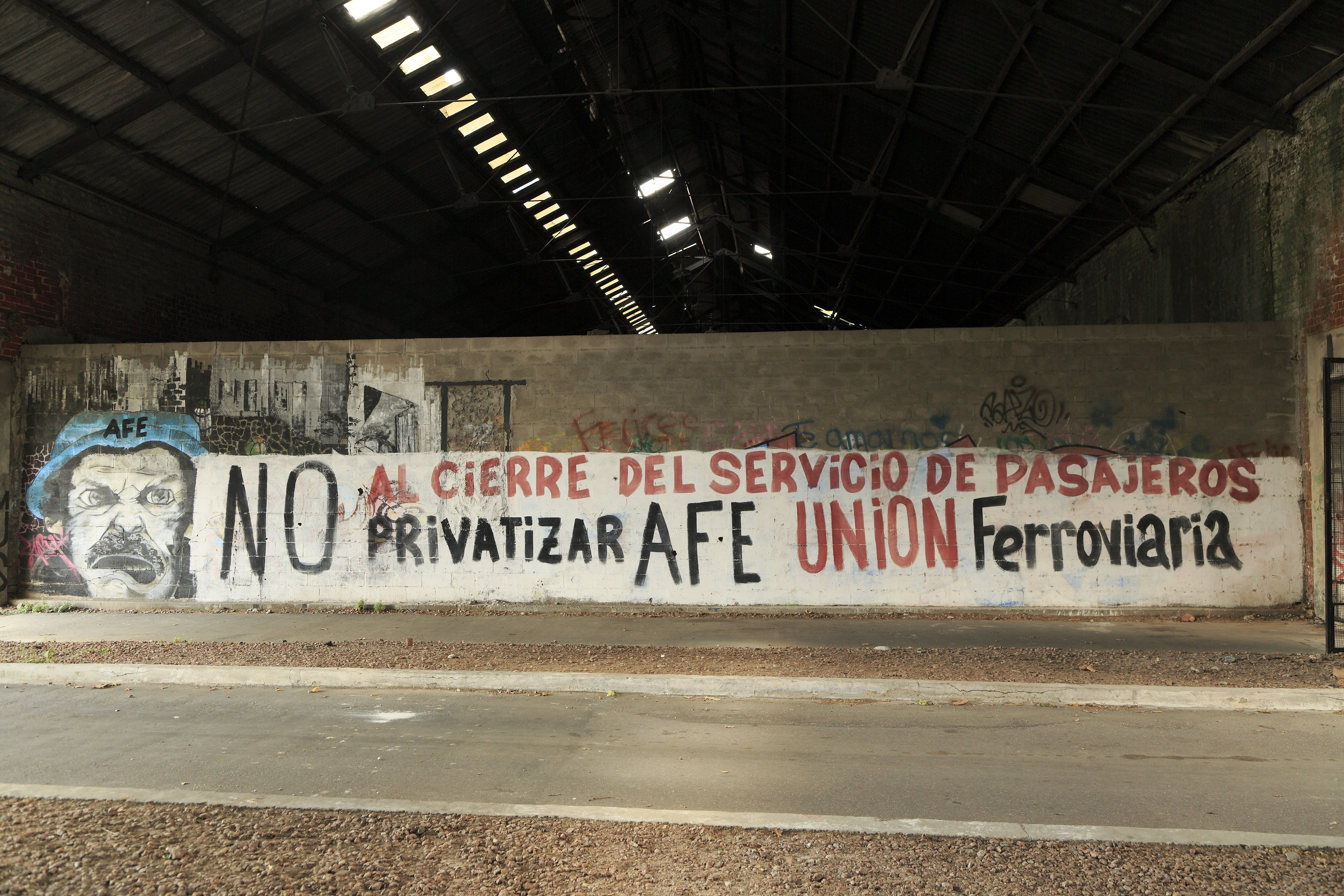
UF protestiert gegen die Privatisierung der AFE (2010er Jahre)